# Redemption Grace Period
Die englisch Redemption Grace Period (RGP) bezeichnet die Karenzzeit nach der Löschung eines Domainnamens, in welcher die Domain bei der verwaltenden Domain Name Registry reaktiviert (restored) werden kann.

## Ziel, Beginn und Dauer
Die RGP reduziert das Risiko des Verlustes einer versehentlich, irrtümlich oder nicht autorisierten Domainlöschung und der damit verbundenen Gefahr: Domaingrabbing.
In der Regel beginnt die RGP unmittelbar nach der durchgeführten Löschung. Die Dauer der RGP hängt von der verwaltenden Registry und von der Domainendung (Top-Level-Domain) ab.

## Wiederherstellung
Die Wiederherstellung (auch Restore genannt) einer Domain kann der bisherige Domaininhaber gegen Zahlung einer Restoregebühr bei dem bisherigen verwaltenden Domainregistrar beauftragen.

## Besonderheit der RGP bei .DE-Domains
Die RGP-Karenzzeit beträgt 30 Tage ab Löschung der Domain. Nach Ende der RGP ist die Domain für jedermann frei registrierbar. Die Wiederherstellung einer gelöschten .DE-Domain kann ausschließlich durch den verwaltenden Registrar durchgeführt werden. Ist dieser nicht erreichbar oder unterstützt der Provider keine Wiederherstellung, kann die Domain mit Hilfe des Authinfo2-Verfahrens reaktiviert werden, bei welchem die Denic einen Authinfo2-Code postalisch an den bisherigen Inhaber per Einschreiben versendet. Die RGP beginnt ab Erstellung des Authinfo2-Code erneut. Mit Hilfe dieses Codes kann die Domain bei einem beliebigen Provider wiederhergestellt werden.

## Die RGP-Phase in Österreich
Die Redemption Grace Period für Domainnamen unterscheidet sich in Österreich von der deutschen Regelung. Während in Deutschland eine Schutzphase von 30 Tagen für Domains mit der Endung .de besteht, dauert die RGP-Phase in Österreich 8 Wochen für Domains mit der Endung .at.
Obwohl viele Aspekte der RGP-Phase in beiden Ländern ähnlich sind, gibt es einen markanten Unterschied. In Deutschland wird die Domain nach Ablauf der Registrierung an die Vergabestelle zurückgegeben und der Provider muss einen neuen AuthInfo-Code beantragen, um die Domain zurückzuerlangen. In Österreich bleibt die Domain jedoch während der RGP-Phase beim Provider/Registrar, was eine Sonderregelung im internationalen Vergleich darstellt.